# Kardinalen i Kreml
Kardinalen i Kreml är en technothriller med politiska inslag och är en del av Tom Clancys Jack Ryan-serie. Huvudpersonen är CIA-analytikern Jack Ryan. Boken utspelas kort efter "Jakten på Röd Oktober". Här återkommer John Clark (från Utan misskund) som kommer att bli en populär karaktär längre fram. Boken gavs ut 1988. 

## Handling
Boken börjar med att Sovjetunionen börjar få problem med sina baser i Afghanistan eftersom en hemlig gerillagrupp, ledd av den mystiske ”Bågskytten”, skjuter ned sovjetiska flygplan och attackerar baserna. Samtidigt utreder CIA det sovjetiska rymdprogrammet och Sovjetunionen gör allt för att stoppa detta. Jack Ryan, som nyss klarat sig helskinnad efter "Jakten på Röd Oktober", får i uppdrag att åka runt på möten i Moskva där han ska träffa toppmännen i KGB. CIA:s informationskälla inom sovjetiska försvarsdepartementet har täcknamnet KARDINAL (och även kallas för Kardinalen i Kreml) blir avslöjad och Ryan får uppdraget att hjälpa Kardinalen ut ur Sovjetunionen innan det är för sent. Samtidigt vill även en av toppmännen inom KGB hoppa av. Medan Ryan hjälper även honom ur landet, sänder CIA in "black ops"-agenten John Clark för att hämta upp KGB mannens familj i Estland. Clark färdas dit med ubåt där Marko Ramius (kaptenen på Röd Oktober) är med som konsult. Boken är känd för sin otroliga och förståeliga upplösning där en stor gerillaattack mot en sovjetisk bas i Afghanistan sker parallellt med att Jack Ryan försöker rädda KARDINAL ut ur Sovjetunionen.